# جيمس إف. بي. جونسون
جيمس إف. بي. جونسون هو سياسي أمريكي، ولد في 25 يناير 1835 في كارولاينا الجنوبية في الولايات المتحدة، وتوفي في 12 فبراير 1906 في دايتونا بيتش في الولايات المتحدة. انتخب عضو مجلس نواب فلوريدا ‏.